# Rhos-Fawr (Powys)

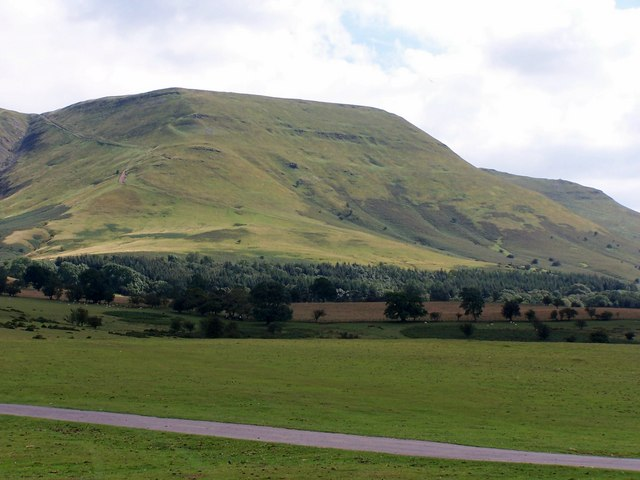
Rhos-Fawr und Black Mountains

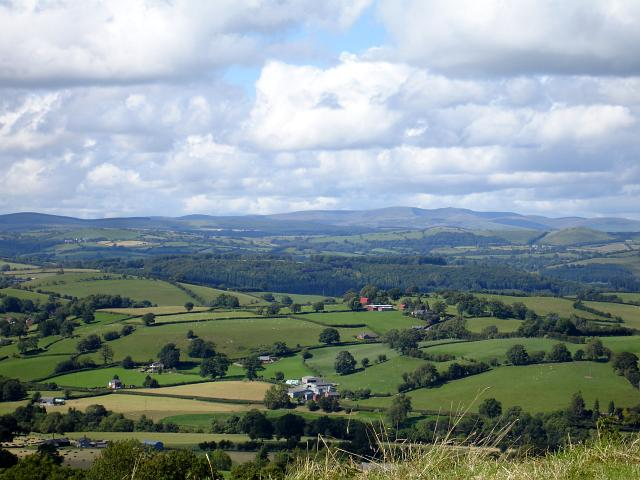
Blick vom Gipfel nach Norden

Der Rhos-Fawr (Great Rhos) ist ein Berg im County Powys in Wales, er ist die höchste Erhebung des Radnor Forest und Teil der Cambrian Mountains.
Der Gipfel steigt aus einer mit Heidekraut bewachsenen Hochebene empor. Seine Nebengipfel sind Black Mixen (walisisch Micsen Du), auf dem sich ein Sendemast befindet, der Drygarn Fawr und der Gorllwyn. Der Radnor Forest (Fforest Faesyfed) ist ein bewaldetes Jagdgebiet, aus dem das Rhos-Fawr-Bergland hervorragt. 
Im Süden des Rhos-Fawr liegen die Black Mountains.

## Legende
Nach einer lokalen Sage bauten die Einheimischen vier Kirchen rund um den Radnor Forest, um den letzten noch in Wales lebenden Drachen zu bannen, der hier schlafen soll. Die Kirchennamen waren Llanfihangel Cefnllys, Llanfihangel Rhydithon, Llanfihangel Nant Melan und Llanfihangel Cascob, alle dem Erzengel Michael dem Drachentöter (walisisch Mihangel) geweiht. Wenn auch nur eine der Kirchen zerstört wird, dann erwacht der Drache wieder und verwüstet das Land.